# Friedrich Müllhaupt

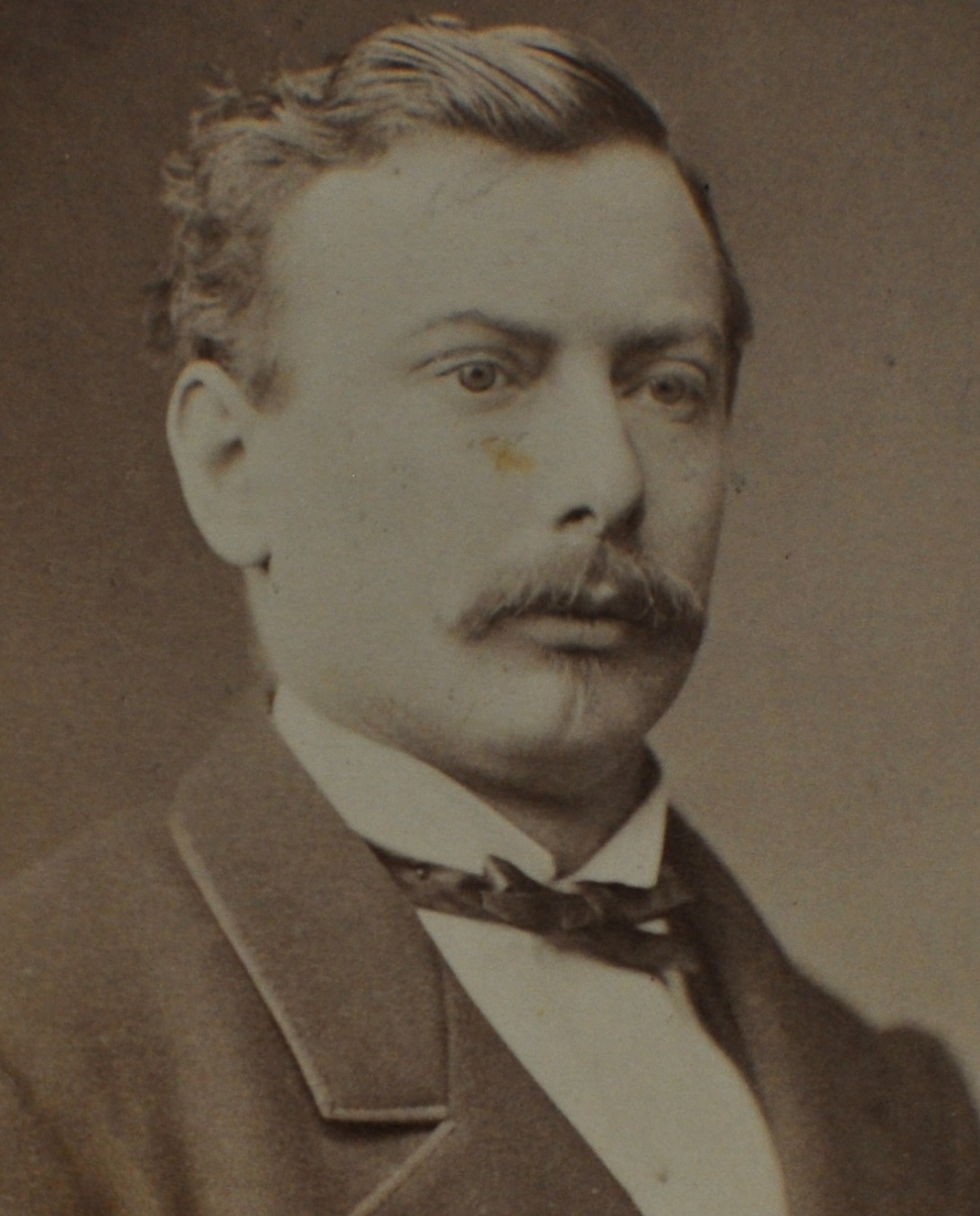
Porträt von Friedrich Müllhaupt

Friedrich Müllhaupt (* 9. Juni 1846 in Carouge; † 12. Dezember 1917 in Berlin-Schöneberg) von Hofstetten (ZH) war ein Geograph und Kartograph.

## Leben
Fritz beziehungsweise Friedrich Müllhaupt wurde 1846 in Carouge geboren. Er verbrachte seine Kindheit bis 1856 in Genf und anschliessend in Bern. Er war der Sohn des Kupferstechers und Kartografen Heinrich Müllhaupt, der im Dienste des Eidgenössischen Topographischen Bureaus tätig war, und der Katharina Diener. Friedrich folgte seinem Vater im Familienunternehmen für Kartografie, Müllhaupt & Söhne, das 1859 in Bern gegründet wurde. 1869 erschien ein Geschäftsrundschreiben zur Gründung des Etablissements Müllhaupt & fils & Cie. In demselben Jahr wurde Friedrich Müllhaupt als Leutnant brevetiert. Friedrich Müllhaupt heiratete 1873 Sophia von Steiger (1850–1884), die einer bedeutenden bernischen Patrizierfamilie entstammte. Er war 1873 Mitbegründer der Geographischen Gesellschaft Bern, deren Sekretariat er bis 1888 führte, mit einer kurzen Unterbrechung zwischen 1882 und 1884, während der er aber im Vorstand aktiv blieb. Als Generalsekretäre der Gesellschaft wirkten im letzten Viertel des 19. Jahrhunderts auch Gustav von Reymond und Karl Heinrich Mann.

Friedrich Müllhaupt leistete einen bemerkenswerten Beitrag zum Leben geographischer Vereinigungen. Er nahm regelmässig an nationalen und internationalen Geographiekongressen teil oder fungierte als Vermittler zwischen unterschiedlichen Interessenpolen. In diesem Zusammenhang trat Müllhaupt im Rahmen des Comité national suisse pour l’exploration et la civilisation de l’Afrique centrale (CNS) (welches er 1877 mitbegründete) als Sprecher der St. Galler Handelsinteressen auf. Er war an der Gründung der Ostschweizerischen geographisch-commerciellen Gesellschaft (1878) beteiligt und förderte die Gründung der Schweizerischen geographischen Gesellschaft (1881). 1883 regte er die Errichtung einer Centralstelle, welche alle geographischen Gesellschaften der Erde umfassen sollte, an. Darüber hinaus war er korrespondierendes Mitglied der Mittelschweizerischen geographisch-commerciellen Gesellschaft, während sein Bruder Marc Müllhaupt, der ebenfalls Kartograph in Paris war, die gleiche Funktion für die Société de géographie de Genève ausübte.

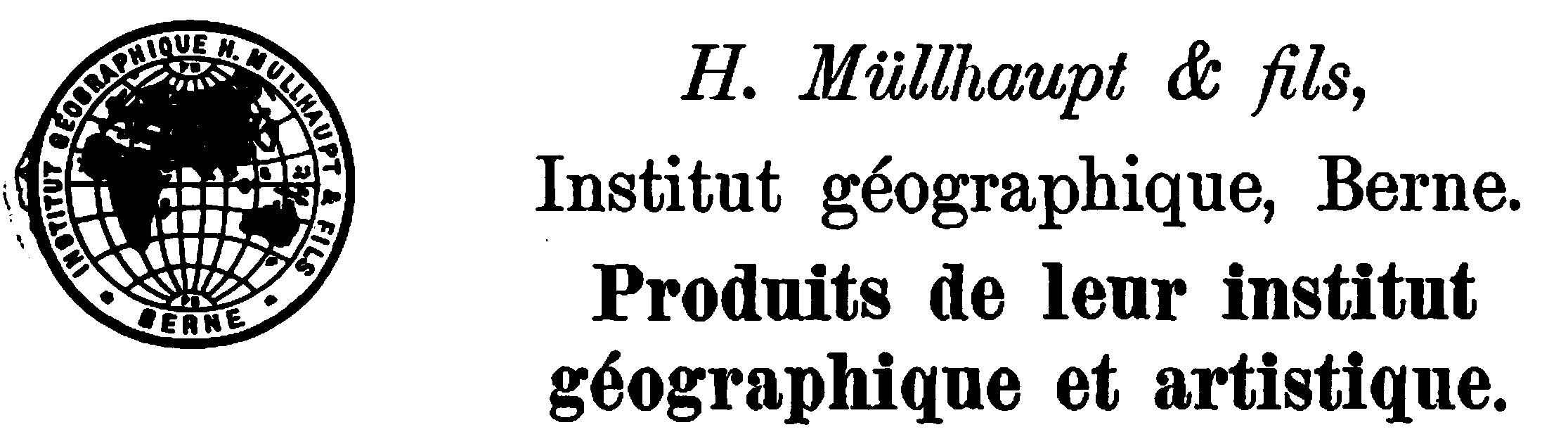
Schutzmarke der Firma H. Müllhaupt & fils

Am 8. November 1880 wurde die Marke H. Müllhaupt & fils vom Eidgenössischen Amt für Fabrik- und Handels-Marken in Bern eingetragen. 1883 fand die Firma H. Müllhaupt & Sohn (geographisches Kunst-Institut; H. Müllhaupt & fils, Institut geographique et artistique), die bereits vorher ihren Anfang genommen habe, auch Eingang im Schweizerischen Handelsamtsblatt. Als Geschäftszweck wird angegeben «Landkarten, Werthpapiere und Kunstdruck, Galvanoplastik und geographischer Verlag». Das Geschäftslokal befand sich in der Villette am Niesenweg 3 in Bern mit einer Succursale (Filiale) in Vanves, Paris. 1884 wurde die bisherige Kollektivgesellschaft aufgelöst und Fritz beziehungsweise Friedrich Müllhaupt als Inhaber aufgeführt.
1882 kandidierte Müllhaupt als Arbeiterkandidat, als Vertreter des Grütli-Vereins, für die Vereinigten Freisinnigen  und wurde in den bernischen Grossrat und in den Stadtrat gewählt, wo er sich z. B. für den Mindestlohn einsetzte und im Grossen Rat z. B. zur Gefängnisreform äusserte.
1885 hielt Müllhaupt einen Vortrag über Argentinien und wurde von der argentinischen Republik als argentinischer Konsul in Bern vorgeschlagen, was allerdings nicht zustande kam. Im Verlaufe des Berichtsjahrs 1889/90 wurde Friedrich Müllhaupt als Mitglied in den Schweizerischen Buchhändlerverein aufgenommen.
Wie die späteren Friedensnobelpreisträger Albert Gobat und Élie Ducommun, ebenfalls Vorstandsmitglieder der Geographischen Gesellschaft Bern, engagierte sich Müllhaupt in der Friedensbewegung: So engagierte er sich 1893 für die Friedenspetition. Er wirkte als Schriftführer der Internationalen Friedens- und Freiheitsliga. 1899 wurde er auch als Vizepräsident des Centralkomitees der schweizerischen Friedensvereine aufgeführt. Müllhaupt verwendete sich 1900 für die Wahl der Zeitschrift Etats-Unis d’Europe, die seit 1896 in Bern gedruckt wurde und deren Administration er besorgte. Entsprechend erweiterte er auch den Zweck seiner Firma um das Wort Annoncen. Müllhaupt machte den Vorschlag, diese Zeitschrift auch als Vereinsorgan für schweizerische französischsprachige Mitglieder zu verwenden. In Ausführung des Beschlusses des achten Weltfriedens-Congresses in Hamburg, am 22. Februar eine allgemeine Friedenskundgebung zu veranstalten, fand in Bern eine Soirée des bernischen Friedensvereins statt, an der Müllhaupt die Eröffnungsrede hielt.

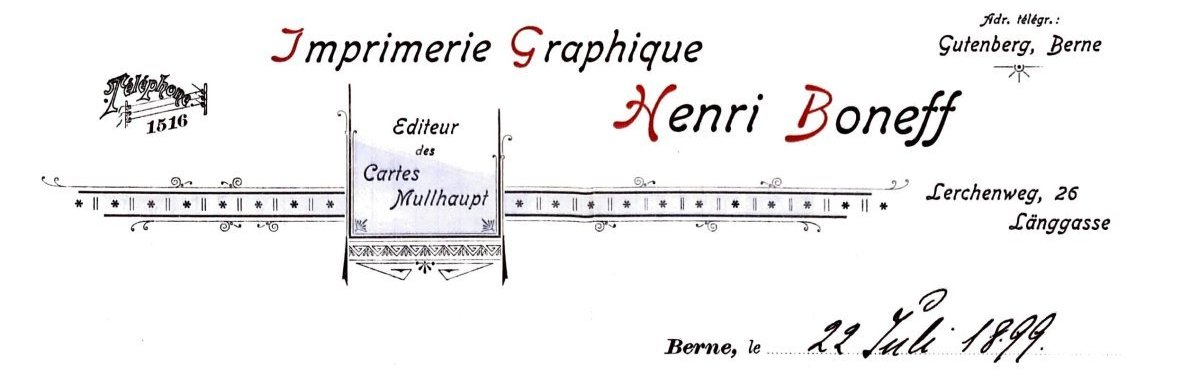
Briefkopf der Firma Imprimerie Graphique vom 22. Juli 1899: Editeurs des Cartes Mullhaupt

1899 erfolgte die Konkurseröffnung gegen Friedrich Müllhaupt. Die öffentliche Versteigerung fand am 16. Dezember 1899 statt. Dem Briefkopf eines Briefs vom 22. Juli 1899 der Firma Imprimerie Graphique Henri Boneff am Lerchenweg 26 in Bern ist zu entnehmen, dass sich diese als Editeur des cartes Mullhaupt bezeichnete. 1900 beschickte Boneff eine Kartenausstellung mit Karten von Müllhaupt. Und am 7. Januar 1901 teilte Henri Boneff den neu erschienenen Historischen Atlas von Louis Poirier-Delay und Friedrich Müllhaupt im Börsenblatt mit. 1903 verkaufte Boneff die Firma, möglicherweise an die Buchdruckerei W. Wälchli, die sich an der gleichen Adresse des Geschäftslokals befand.
Anfang des 20. Jahrhunderts verlegte Müllhaupt seine Tätigkeit und seinen Wohnsitz nach Berlin. Hier entstanden insbesondere Seekarten des Reichsmarineamts, die durch den Dietrich Reimer Verlag vertrieben wurden. Die 1902 entstandene Karte der «Newa-Bucht – Kronstadt bis Leningrad» bildete später eine der Grundlagen für die Belagerung von Leningrad im Zweiten Weltkrieg. Das Gebiet der 1912 entstandenen Karte «Alexis Hafen, S-Stiller Ozean, Kaiser Wilhelms Land» gehörte bis 1919 zum deutschen Kolonialreich.
Am 22. September 1910 verheiratete sich Müllhaupt in zweiter Ehe mit Olga Kempe in Berlin-Schöneberg. Müllhaupt verstarb am 12. Dezember 1917 in Berlin-Schöneberg.

## Vorträge
- Cartographie suisse et étrangère au point de vue technique. In: Verhandlungen der Schweizerischen Naturforschenden Gesellschaft. 1879, Band 62, S. 87–90.[82]
- Über Schutz und Hebung der einheimischen Arbeit. In: Grütlianer. 4. November 1882.[83][84]
- César Ducommun: Les ascensions au Mont-Blanc – Avec une carte du Montblanc par M. F. Müllhaupt-de Steiger. In: Jahresbericht der Geographischen Gesellschaft von Bern, 7 (1884–1885), S. 120–124.[85][86]
- Résumé géographique, historique, statistique et commercial de la République argentine. In: Jahresbericht der Geographischen Gesellschaft von Bern. 7, 1884–1885, S. 265–278.[87]
- Die Republik Argentinien: eine geographische, historische, statistische und kommerzielle Skizze. In: Jahresbericht der Geographischen Gesellschaft von Bern. 7, 1884–1885, S. 279–292.[88]